# ختنه در مسیحیت اولیه
ختنه در ابتدای مسیحیت موضوع بحثهای زیادی در باب الزام ختنه شدن برای مسیحیان بود. در شورای اورشلیم در سال ۵۰ بعد از میلاد مسیح، ختنه شدن برای ایمان آورندگان فاقد ریشه یهودی، به مسیحیت الزامی نشد. این دستور به عنوان دستور حواریون مطرح شد و یکی از اولین مسائلی بود که مسیحیت را از یهودیت جدا کرد. در همین زمان روحانیون یهودی قوانین مربوط به الزام ختنه برای پسران را دشوارتر کردند.
بر اساس دانشنامه کلمبیا تصمیم ختنه نشدن مسیحیان بر اساس اعمال رسولان ۱۵ است. ولیکن هیچوقت دستوری برای جلوگیری از ختنه شدن وجود نداشت و مسیحیان قبطی مصر هنوز فرزندان پسر خود را ختنه می‌کنند.

## ختنه شدن در یهودیت
در تورات ختنه شدن به عنوان یکی از مسائل مهم یاد شده‌است. خداوند بعد از عهد با ابراهیم از او می‌خواهد که فرزندان پسر خود را به عنوان علامت این پیمان ختنه کند. در آفرینش ۱۷:۱۰ آمده‌است: «و این عهد من با تو است، بین من و تو و نسل تو بعد از تو، هر مردی در بین شما باید ختنه شود، و این ختنه شدن در پیش‌پوست آلت نرینه است و نشانه عهد من با تو است، در روز هشتم باید او در بین شما ختنه شود، و هر مردی در تمامی نسلهای بعد از تو، که در خانه شما متولد شده باشد یا از غریبه‌ای خریداری شده باشد و حتی اگر از نسل تو نباشد. او که در خانه تو متولد شده باشد یا توسط پول خریداری شده باشد باید ختنه شود و پیمان من در ختنه شدن این پوست به عنوان نشانه ابدی است. و مرد ختنه نشده در پوست آلت تناسلی، باید از بین مردم طرد شود زیرا او عهد مرا شکسته‌است.»
اهمیت ختنه شدن به حدی است که دستور داده می‌شود فرزندان پسر ختنه نشده از بین مردم طرد شوند زیرا آن‌ها عهد خدا را شکسته‌اند (آفرینش ۱۷:۱۴). از این رو یهودیان فرزندان پسر خود را در روز هشتم بعد از دنیا آمدن ختنه می‌کنند.

## ختنه شدن عیسی مسیح
عیسی مسیح نیز چون از مادری یهودی زاده شده بود در روز هشتم بعد از دنیا آمدن ختنه شد. این مسئله در انجیل لوقا ذکر شده‌است.

## در مسیحیت اولیه
مسیحیت اولیه به عنوان دینی جدید مطرح نبود و تنها به عنوان شاخه‌ای از یهودیت مطرح بود. از این رو مسیحیان اولیه تنها تفاوت خود را با بقیه یهودیان در قبول کردن عیسی به عنوان مسیح موعود ذکر می‌کردند. از این رو آن‌ها ختنه شدن را به عنوان بخشی از الزامات قوانین موسی قبول داشتند.

## شورای اورشلیم
شورای اورشلیم در سال ۵۰ بعد از میلاد اولین محلی بود که بحث در مورد چگونگی برخورد با مسیحیان مطرح شد. در این شورا بحث اصلی بر این بود که آیا این مسیحیان الزامی به رعایت قوانین موسی دارند یا خیر. همچنین چون مسیحیت شروع به قبول کردن جنتیلها نمود بحث زیادی در مورد این بود که آیا آن‌ها نیاز به ختنه شدن دارند یا خیر. در عین حال این بحث نیز مطرح بود که ختنه شدن در تورات به عنوان «نشانه دائمی» پیمان خدا با ابراهیم مطرح شده‌است. در عین حال مسیحیان اولیه خود را جدا از یهودیان نمی‌دانستند، و همچنین تمامی رهبران اولیه کلیسا یهودی زاده بودند. در این شورا دستوری به نام دستور حواریون مطرح شد که در آن اعلام شد که جنتیلها برای مسیحی شدن نیازی به ختنه ندارند. ولیکن شورا اعلام کرد که مسیحیان نباید گوشت دارای خون را مصرف کنند و نباید بت‌پرستی کنند. بعضی تصمیمات این شورا را مطابق قوانین نوح می‌دانند که یهودیان اعتقاد دارند برای جنتیلها الزامی است. در این شورا قوانین دوگانه‌ای مطرح شد، یک نوع قوانین برای یهودیان مسیحی که الزام داشتند تمام قوانین موسی را رعایت کنند و قوانین دیگر برای جنتیلهای مسیحی که فقط برخی از قوانین به آن‌ها اعمال می‌شد.
این دستور گروهی جدید از مردم ایجاد کرد که آن‌ها به دین مسیحیت گرویده بودند ولیکن به خاطر ختنه نشدن و رعایت نکردن قوانین یهودی جزو گروه بزرگتر یهودیان نبودند. از این رو به آنان «خدا ترس» می‌گفتند. لغت «ترسایان» که در ترجمه قرآن برای اطلاق به مسیحیان استفاده می‌شود نیز از همین مطلب گرفتن شده‌است. این ترسایان حق وارد شدن به بعضی قسمت‌های معبد اورشلیم را نداشتند. این مسئله مشکلاتی ایجاد کرد وقتی که تعداد جنتیلهای به مسیحیت درآمده بیشتر از یهودیان مسیحی شد.

## پولس طرسوسی
پولس که نقش مهمی در گسترش مسیحیت داشت در این زمینه مطالب زیادی نوشته‌است. پولس خود یهودی زاده بود و از این رو ختنه شده بود. او اعتقاد داشت که ختنه شدن دیگر یک مسئله جسمی نیست و یک مسئله قلبی است (رومیان ۲:۲۵). بعدها پولس نوشته‌های شدیدتری علیه ختنه شدن مسیحیان جنتیل نوشت و مدعی بود کسانی که می‌خواهند جنتیلها ختنه شوند پیامبران دروغین هستند (غلاتیان ۲:۴). او از مسیحیان گالاتی که فرزندان خود را ختنه می‌کردند انتقاد کرده و مدعی شد که آن‌ها از مسئله باطنی جدا شده و به مسئله جسمی پرداختند (غلاتیان ۳:۳). به‌طور کلی بعضی اعتقاد دارند که پولس تمام کتاب گالاتیان را علیه رعایت کردن قوانین یهودی توسط جنتیلهای مسیحی نوشته‌است. ولیکن امروزه هیچ‌یک از شاخه‌های مسیحیت افرادی که ختنه شده باشند را طرد نمی‌کنند.

## در مسیحیت امروزه

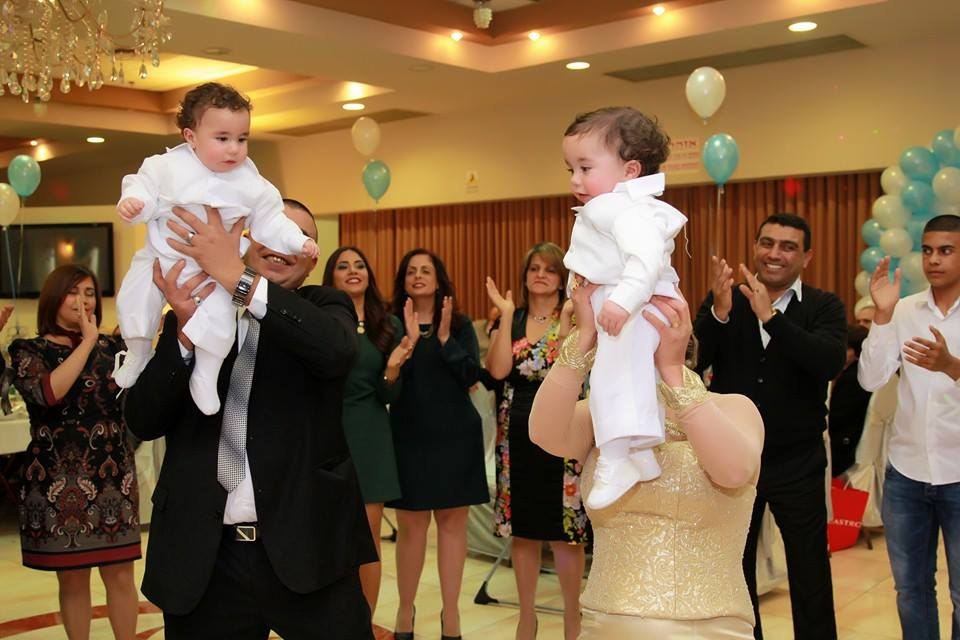
قبطی کودکانی که لباس‌های سنتی ختنه می‌پوشند

مسیحیان امروز به‌طور کلی نسبت به ختنه شدن بی‌تفاوت هستند. از این رو هیچ‌یک از شاخه‌های مسیحیت ختنه شدن را توصیه نکرده ونیز آن را منع نمی‌کنند. حال آنکه بسیاری از مسیحیان خاور میانه، که جزو قدیمیترین مسیحیان هستند هنوز فرزندان پسر خود را ختنه می‌کنند. بعضی از این مسیحیان مثلاً در کنیا حتی ختنه بودن را برای عضو شدن در کلیسا الزامی می‌دانند.